# نزاع كشمير

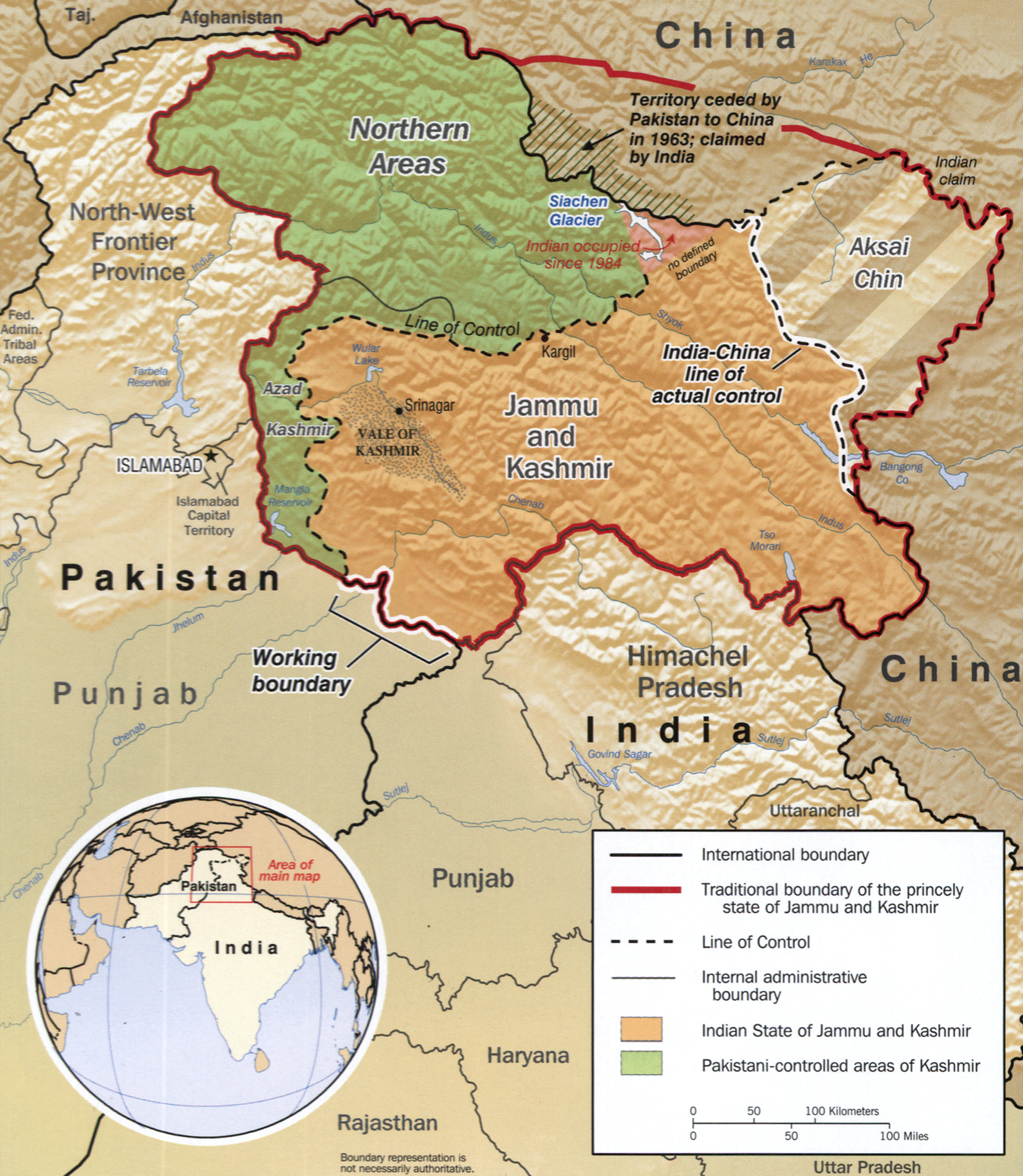
خريطة لمنطقة كشمير تبين حدود إمارة ولاية جامو وكشمير القديمة باللون الأحمر

يعتبر نزاع كشمير نزاعًا إقليميًا، وبشكلٍ أساسيّ بين دولتي الهند وباكستان، الذي بدأ مباشرةً بعد تقسيم الهند في عام 1947م، أمّا الصين فقد لعبت دورًا ثانويًا في بعضِ الأوقات. وقد تنازعت الهند وباكستان حول كشمير ثلاثَ مرّات، ما يشمل الحروب الهنديّة-الباكستانيّة في عاميْ 1947م و1965م، وحرب كارجل كذلك في عام 1999م. وقد تناوشت الدولتان كثيرًا حول السيطرة على نهر سياتشين الجليديّ.
تدّعي الهند أنّ ولاية جامو وكشمير كلها مُلكٌ لها، ومنذ عام 2010 تحكم هي ما يقارب 43% من المنطقة، إذ تسيطر على جامو، ووادي كشمير، ولاداخ، ونهر سياتشين الجليديّ. وتنازع باكستان التي تحكم حوالي 37% من جامو وكشمير أو ما يُعرَف بـ آزاد كشمير (كشمير الحُرّة) وجلجت بالتستان الهند فيما تدعي أنه ملكها. أمّا الصين فتحكم حاليًا منطقة ديمشوك، ووادي شاكسغام، ومنطقة أكساي شن، وتنازعها الهند على هذه الأقاليم التي تدّعي الصين امتلاكها منذ استيلاء الصين على أكساي شن خلال الحرب الهندية الصينية عام 1962م.
يتمحور النزاع الحاليّ حول وادي كشمير، ويعود هذا النزاع القائم بين الثوّار الكشميريين والحكومة الهندية إلى خلافٍ حول الحكم الذاتي المحلّي ومبنيّ على المطالبة بتقرير المصير. كانت التنمية الديموقراطية محدودةً في كشمير حتى نهاية السبعينات، وبحلول عام 1988 تراجعت كثيرٌ من الإصلاحات الديموقراطية التي دشّنتها الحكومة الهندية. وكانت الوسائل السلمية للتعبير عن السخط محدودة ومسببة لدعمٍ متزايد للثوّار المناصرين للانفصال العنيف من الهند. في عام 1987م خلقت الانتخابات المُتنازَع عليها دافعًا للثورة حينما نتجت بتكوين أعضاء مجلس الدولة التشريعي لمجموعات من الثوّار المسلّحين. وفي يوليو/أيلول من عام 1988م بدأت الثورة الكشميرية على الحكومة الهندية بسلسلة من المظاهرات والضربات والهجمات.
وعلى الرغم من موتِ آلاف الناس نتيجةً للاضطرابات في جامو وكشمير، إلا أنّ النزاع أصبح أقل فتكًا في السنوات الأخيرة. وقعت الحركات الاحتجاجية في كشمير وجامو لإبداء النزاعات والتظلمات في كشمير مع الحكومة الهندية، تحديدًا مع القوات الهندية المسلحة منذ عام 1989م. واعتبرت مفوضية الأمم المتحدة لشؤون اللاجئين الانتخابات القائمة في عام 2008 انتخاباتٍ عادلة وكانت نسبة التصويتِ فيها عالية رغم دعوى المقاطعة التي نادى بها المتمردون الانفصاليون.
كانت الانتخابات سببًا في تشكيل المؤتمر الوطني لعموم جامو وكشمير المناصر للهند، والذي شكّل لاحقًا حكومةً في الولاية. ووفقًا لإذاعة صوت أمريكا (Voice of America) فسّر العديد من المحللين ارتفاع نسبة الإقبال على التصويت في هذه العملية الانتخابية بكونه إشارةً إلى تأييد الكشميريين للقواعد الهندية في الدولة. لكن في عام 2010 اندلعت اضطرابات بعد المصادمات المفتعلة المزعومة بفعل شباب محليين مع قوى الأمن. رشق آلافٌ من الشباب قوى الأمن بالحجارة، وحرقوا مكاتبَ حكوميّة، وهاجموا محطات السكك الحديدية والمركبات الرسمية بعنفٍ ثابتٍ ومتصاعد. ألقت الحكومة الهندية اللوم على الانفصاليين وجماعة عسكر طيبة -مجموعة ميليشية باكستانية- لتأجيج احتجاجات عام 2010.
شهدت الانتخابات المُقامة عام 2014 أعلى نسبة تصويت منذ 26 عامًا من تاريخ جامو وكشمير، إلا أنّ المحللين فسّروا عدم ارتباط ارتفاع نسبة التصويت بكشمير بتأييد سكان كشمير للقواعد الهندية، بل أنّ أغلبية الناس صوتت لأجل المشاكل اليومية مثل الغذاء والكهرباء.
أظهرت نتائج الاستطلاع الذي أجراه مركز الأبحاث في معهد تشاتام هاوس للشؤون الدولية أنّ وادي كشمير -منطقة تقطنها أغلبية مسلمة في كشمير الهندية في مركز التمرّد- يدعم الاستقلال ويتراوح ما بين 74% و95% في مناطقه المختلفة. أما الأصوات المناصرة للبقاء في الهند كانت مرتفعةً جدًا أغلبها من الهندوس في جامو والبوذيين في لاداخ.
ووفقًا للباحثين فإنّ القوات الهنديّة قامت بالعديد من الانتهاكات لحقوق الإنسان والأعمال الإرهابية ضد السكان المدنيين الكشميريين بما في ذلك القتل خارج نطاق القضاء، والاغتصاب، والتعذيب، وحالات الاختفاء القسريّ. كما أنّ للمجاهدين نصيبهم من الجرائم إلا أنها لا تقارن بالجرائم التي ارتكبتها القوات الهنديّة. ووفقًا لمنظمة العفو الدولية ابتداءً من جون/حزيران من عام 2015 لم تُتنشر أي محاولة لأعضاء القوات المسلحة الهندية في جامو وكشمير لانتهاك حقوق الإنسان في المحكمة المدنية على الرغم من انعقاد جلسات في المحكمة العُرفية العسكرية. وقد رحّبت منظمة العفو الدولية هذه الحركة ولكن نوّهت على ضرورة سريان العدل وانعقاد جلسات المحكمة المدنية لمقاضاة أفراد قوى الأمن. كما وجّهت منظمة العفو الدولية الاتهام إلى الحكومة الهندية لرفض مقاضاة مرتكبي هذه الانتهاكات في المنطقة.
كان انضمام كشمير إلى الهند مؤقتًا ومشروطًا باستفتاء، وكان لهذا السبب وضعٌ دستوريٌ مختلفٌ في ولايات الهند الأخرى. في أكتوبر/تشرين الأول من عام 2015 قالت المحكمة العليا لجامو وكشمير أنّ بند 370 «مؤقت» وأنّ جامو وكشمير لم تُدمج بالهند كما دُمجت الولايات الأميرية الأخرى إنما حافظت على مكانة خاصة وسيادة محدودة بموجب الدستور الهندي.
في عام 2016 (8 يوليو/تموز حتى الوقت الحاليّ) اندلعت اضطراباتٌ إثر مقتل بُهران واني مقاتل في حزب المجاهدين على يد قوى الأمن الهنديّة.

## الموقع والأهمية
يحتل إقليم جامو وكشمير موقعًا إستراتيجيًا هامًا في جنوب القارة الآسيوية، حيث تحده الصين من الشرق والشمال الشرقي، وأفغانستان من الشمال الغربي، وباكستان من الغرب والجنوب الغربي، والهند في الجنوب، وتبلغ مساحته حوالي (84471) ميلاً مربعًا، ويشكل المسلمون فيه أكثر من 90% من السكان.
وأهمية الإقليم للهند إستراتيجية؛ حيث ترتبط قضية كشمير بتوازن القوى في جنوب آسيا، وتوازن القوى بين الهند والصين، أما أهميته لباكستان فجغرافية وسكانية، حيث تنبع أنهار باكستان الثلاثة (السند وجليم وجناب) منه، وتنفتح الحدود بين باكستان والإقليم وهو ما يشكل تهديدًا للأمن القومي الباكستاني في حالة سيطرة الهند عليه، يضاف إلى ذلك أن مصالح الإقليم الاقتصادية وارتباطاته السكانية قوية بباكستان، فالإقليم ليس له ميناء إلا كراتشي الباكستاني، فضلا عن تقارب السكان الديني والعائلي.

## تاريخ النزاع
يرجع تاريخ النزاع الكشميري بين الهند وباكستان إلى أغسطس سنة 1947م حيث لم يتقرر وضع كشمير في مرحلة التقسيم سواء بالانضمام إلى الهند أو إلى باكستان وخاصة أن غالبية السكان كانوا مسلمين في الوقت الذي كانت الهيئة الحاكمة من الهندوس في وقت التقسيم، طالب مهراجا كشمير بابقاءها على حالها الراهنة دون أن تنضم إلى أي من الدولتين ولكن نشبت بعد ذلك اضطـرابات كبيرة بين المسلمين والحكام الهنود وشهدت كشمير مصادمات مسلحة تدفق على إثرها رجال القبائل الباكستانية لمساندة المسلمين وطلبت حكومة كشمير آنذاك مساعدة الهند وأعقب ذلك دخول القوات الهندية لمساندة المهراجا وخاصة بعد أن أعلن موافقته على الانضمام إلى الهند ولكن ترتب على ذلك دخول القوات الباكستانية النظامية إلى المنطقة وبدا القتال بينها وبين القوات الهندية واستمر لفترة تزيد على عام كامل إلا أنه في يناير 1949 م تدخلت الأمم المتحدة وتوقف القتال وأنشئ خط وقف إطلاق النار جاعلا ثلثي مساحة كشمير وأربعة أخماس السكان تحت السيطرة الهندية والباقي تحت السيطرة الباكستانية.
مرت كشمير بالعديد من الأحداث وكان أهمها:
و تعد مشكلة (إقليم كاشمير) منذ 1974 من أصعب المشكلات في العلاقات بين البلدين عندما لم يوافق القادة الباكستانيون تنازل باكستان عن إقليم كاشمير للهند، واعلنوا الحرب على الهند، ثم أعلن مندوبى باكستان على حق المقيمين في كاشمير على تقرير مصيرهم من خلال استفتاء وفقا لما وعد به (نهرو) ومجلس الأمن من خلال توصيات عام 1948 و1949.
و وفقا لتوصيات مجلس الأمن تم وقف النار في 1-1-1949 وفي 18 يوليو تم توقيع معاهدة كراتشى بين البلدين تحت رقابة الأمم المتحدة. وقد أقضت عملية تعيين الحدود لإعطاء سرنجار وحوالى 139,000 كيلومتر للهند و83،807 كيلومتر تحت سيطرة باكستان. أي 2/3 لحكم الهند و1/3 لحكم باكستان.
في عام 1952، انتخبت الجمعية التأسيسية الإسلامية في كشمير وجامو بقيادة الشيخ محمد عبد الله التي صوتت لصالح الانضمام للهند، واعتبرت الهند هذا التصويت بمثابة الرغبة في الانضمام للهند واعترضت على إجراء أي استفتاء على رغم جهود مجلس الأمن مع الطرفين، فقد أخفقت الأطراف في إجراء الاستفتاء الإقليمي بفعل غياب أساس مشترك لإدارة الاستفتاء. رفض نهرو المناقشات الثنائية بين البلدين حتى عام 1963 لكن تحت ضغط الولايات المتحدة والمملكة المتحدة وافق على إجراء مفاوضات مع باكستان على كشمير ومواضيع أخرى ذات علاقة ولكن فشلت تلك المفاوضات.
في صيف 1965 عبر المتسللون المسلحين من باكستان خط منطقة وقف النار وازداد عدد المناوشات الهندية الباكستانية. مع بداية أغسطس من نفس العام زعمت الهند أن باكستان ترسل متسللين في منطقة سيطرة الهند على إقليم كشمير.
وإن الصراع الثاني يتمثل عندما هاجمت باكستان الخط الدولي للسيطرة في جنوب غرب كشمير وجامو وردا على ذلك قامت الهند بالثأر من خلال همومها على مقاطعة (بونجاب).
تتمثل الحرب / الصراع الثالث بين الهند وباكستان في ديسمبر 1971، حول بنغلاديش الواقعة في شرق باكستان ولكنها أيضا كانت ذات صلة بإقليم كشمير وكان الانتصار العسكري الهندي مؤكدا، وقد وقعتا الدولتان على اتفاق (سيملا) دون وسيط الذي نص على إعادة الهند كل الأراضي التي استحوذت عليها في الغرب.
في أواخر السبعينيات وأوائل الثمينيات كان هناك رخاء في كشمير وجامو تحت حكم الشيخ مجمد ومن بعده ابنه فاروق عبد الله بعد ذلك، توترت العلاقات مرة أخرى عندما نشب صراع بين حكومة سرنجار ونيودلهى واتهم الدبلوماسيين الهنود باكستان بمحاولة تدويل قضية كشمير وانتهاك اتفاق سيملا.
من امثلة المناوشات على أرض كشمير؛ في عام 1998 الهند تجري خمس تجارب نووية تحت الأرض بالقرب من الحدود الباكستانية. باكستان تستجيب مع سلسلة خاصة بها من التجارب النووية.
في عام 1999 دوريات الجيش الهندي كشفت الدخلاء على التلال كارجيل في كشمير والهند تحارب لاستعادة الأراضي المفقودة. بعد شهرين من المسؤولين العسكريين من باكستان والهند توافق على انهاء القتال في المنطقة، وسحب قواتهم.
مايو 2001، الهند تنهي وقف إطلاق النار لمدة ستة أشهر.
يوليو 2001 الرئيس الباكستاني الجنرال برويز مشرف ورئيس الوزراء الهندي اتال بيهاري فاجبايي اجتماعا فيأغرا، الهند لعقد قمة تستغرق ثلاثة أيام ولكن المحادثات فشلت في إصدار بيان مشترك حول كشمير.
أغسطس 2001: الهند تفرض حظرا للتجول لاجل غير مسمى في ولاية جامو والتوتر متأجج في المدينة بعد المذبحة التي راح ضحيتها 11 شخصا في محطة للسكك الحديدية.
استئنف الحوار بين البلدين وذلك من خلال اجتماع رؤساء وزراء البلدين وتوقيع ثلاثة معاهدات. بعد الهجوم الارهابى على مقر البرلمان الهندي، اتهمت الهند باكستان في التسبب في ذلك لتعود التوترات مرة أخرى في ديسمبر 2001.
يناير 2002: والخلاف حول الهجوم على البرلمان يؤدي الحشد العسكري والعقوبات الدبلوماسية، وإغلاق وسائل النقل بين البلدين. قائد الجيش الهندي يقول إن الأمة على استعداد للحرب. بدأت الهند وباكستان تحشد قواتها على طول الحدود، واذدادت المخاوف من اندلاع حرب رابعة في 50 عاما.
مايو 2002: التوتر يزيد بشكل كبير، مما أدى إلى جهود مكثفة دبلوماسية دولية لتفادي نشوب حرب بين الجارتين النوويتين.
أكتوبر 2002: أربع جولات من الانتخابات لاختيار إدارة دولة جديدة تنتهي في كشمير الهندية. وقتل نحو 500 شخص خلال الحملة الانتخابية غارقة في الدماء.
يناير 2003: وزير الدفاع الهندي يقول«إن الهند يمكن أن تمتص بسهولة ضربة نووية، في حين أن باكستان سوف تزول من الوجود.» وزير الاعلام الباكستاني يتدخل «أن الهند سوف تتعلم درسا تاريخيا لا ينسى».
في أبريل 2003، عاد رئيس الوزراء (فاجباى) ليحيى العلاقات مرة أخرى في (سرنجار)، في عام 2004 وافق البلدان على (معادلة الحوار المركب) 2+6، الاثنان تدل على المناقشات والمحاورات الخاصة بالسلم والأمن في كشمير وجامو، وست نقاط أحرى خاصة بنقاشات تكتيكية وإدارية حول نقاط ثنائية.حتى عام 2006، إتخذتا البلدان خطوات نحو تنفيذ معادلة الحوار المركب وتقوية العلاقات الثنائية.
حتى في نهاية العقد الأول من الألفية الجديدة، وكشمير لا تزال تحترق - ممزقة بين الاشتباكات الداخلية بين الفصائل وجهات النظر مع اختلاف حول مستقبل الدولة والتنافس الخارجي بين البلدين التي تدعي كشمير هي له محيث تتطلع كل من الهند وباكستان إلى السيطرة على كل المنطقة على أساس عوامل عرقية واقتصادية وسياسية وتاريخية وبقيت المشكلة عقبة في طريق الصداقة الباكستانية الهندية. حان الوقت، قادة الهند وباكستان اتخاذ خيار واضح بين الصراع والتعاون، وإذا كانوا يريدون شعبها في العيش في سلام.

### بريطانيا وأمريتسار
استمر حكم المسلمين لكشمير حتى عام (1255 هـ= 1839م) عندما استطاعت شركة الهند الشرقية الاستعمارية البريطانية من الدخول إلى تلك المنطقة والاستيلاء عليها، وعقدت صفقة غريبة في التاريخ مع أسرة «الدواغرا» الهندوسية عرفت باسم اتفاقية «أمريتسار»، باعت فيها بريطانيا تلك الولاية إلى تلك الأسرة لمدة مائة عامة مقابل (7.5) ملايين روبية، أي ما يعادل مليون ونصف المليون دولار، وكان مدة هذه الاتفاقية تنتهي عام (1366 هـ= 1946م)؛ يقول المفكر أبو الأعلى المودودي يقول: «إن رجال السياسة البريطانيين هم الذين أوجدوا قضية كشمير».
وتولى حكم الولاية المهراجا الهندوكي «غولاب سينغ»، وكانت تلك المرة الأولى التي تدخل فيها أغلبية مسلمة تحت حكم أقلية غير مسلمة منذ دخول الإسلام إلى الهند، وظل المسلمون طوال قرن من الزمان يتعرضون لصنوف شتى من الاضطهاد والظلم، فلم يسمح لهم بتولي الوظائف المدنية أو العسكرية، وفُرضت عليهم الضرائب الباهظة وفرضت عليهم قيود شديدة في أداء العبادات.
ويذكر التاريخ أن ذبح الأبقار كانت عقوبته الإعدام، واستمر هذا القانون مفروضًا حتى خفف سنة (1353هـ= 1934م) إلى السجن عشر سنوات مع الأشغال الشاقة وحرم على المسلمين حمل السلاح، كما أن الهندوسي إذا أسلم صودرت أملاكه على عكس المسلم إذا ارتد فإنه يجد فرصة ذهبية لحياة رغدة، ويذكر التاريخ أنه خلال القرن الذي حكمت فيه أسرة الدواغرا كشمير تولت الحكم فيها (28) حكومة لم يكن فيها مسلم واحد.

## التطورات الاخيرة إلى عام 2011
بعد الانتخابات الباكستانية في 2008، اجتمع وزير الخارجية الهندي مع وزير خارجية باكستان لتطوير المعادلة والتأكيد على الحفاظ على وقف إطلاق النار وزيادة الاتصالات الشعبية فيما بين البلدين، ولكن تفجيرات مومباى والهجوم على السفارة الهندية عام 2008أعادت التوترات مرة أخرى.
في سبتمبر 2009، صرح وزير الداخلية الهندي أن التهديد الباكستاني لكشمير الهندية لديها «لا يتراجع» وانه يقدر أن 50-60 المسلحين يتسللوا عبر خط السيطرة في كل شهر. اتهم قائد الجيش الهندي باكستان لتقديم المساعدة إلى الإرهابيين.
وقدمت شكاوى مماثلة في منتصف وأواخر عام 2010، مع وزيرالدفاع الهندي قائلا ان هناك «ومحاولات محسوبة وواعية» على قدم وساق لدفع المزيد من المقاتلين في وادي، ورئيس أركان الجيش مجددا في وقت لاحق ادعى ان باكستان لم تتخذ إجراءات لتفكيك «البنية التحتية للإرهاب».
الممارسة العملية لنيودلهي تقبل عموما من حيث الوضع الراهن أي تمكنها من السيطرة على ثلثي الدولة، بما في ذلك وادي كشمير ذات الأغلبية مسلمة. السياسة الخارجية للهند لا تقبل أي تحولات إقليمية أو حدود.
خلال صيف عام 2010، شهدت كشمير الهندية أسوأ أعمال عنف المرتبطة بالحركة الانفصالية في غضون عامين. وبدأ هذا تشنج الأخير في يونيو عندما قتل أحد المتظاهرين يبلغ 17 عاما بقنبلة غاز مسيل للدموع اطلقتها الشرطة. وكان في الأشهر الثلاثة التي تلت ذلك، أكثر من 100 أخرى المتظاهرين في الشوارع معظمهم من الشباب لقوا حتفهم في اشتباكات مع قوات الأمن، فرض حظر التجول في وادي، ألقي القبض على العشرات من القيادات السياسية الانفصالية، ونشرت الآلاف من رجال الشرطة الهندية والقوات شبه العسكرية لقمع الاحتجاجات. في سبتمبر، وزارة الخارجية الباكستانية أصدرت إدانة رسمية من «الاستخدام السافر للقوة من جانب قوات الأمن الهندية»، ودعا استمرار العنف بانه «غير مقبول» وطلبت نيودلهي «ممارسة ضبط النفس.»؛ نيودلهي رفضت بغضب على محاولة للتدخل في الشئون الداخلية الهندية، لكن تلا ذلك مزيد من تبادل دبلوماسي حاد.كما قد تم منع مراسلين ومصورين وصحفيين من الخروج لتغطية الأحداث.وادى هذا الاجراء إلى حدوث تعتيم إعلامى في المنطقة.
وخلال محادثات بين الهند وباكستان الذي عقد في إسلام اباد يوم 23-24 يونيو 2011، تبادل الجانبان وجهات النظر حول قضية جامو وكشمير، واتفقا على مواصلة المناقشات الهادفة إلى الأمام بهدف إيجاد حل سلمي عن طريق تضييق الخلافات وبناء التقارب.
خلال محادثات وزير الخارجية المستوى بين الهند وباكستان الذي عقد في 27 يوليو 2011، في نيودلهي واتفقا على ضرورة مواصلة المناقشات.و إن الهند ملتزمة بحل جميع القضايا العالقة مع باكستان من خلال الحوار الثنائي. ليس هناك أي مجال لدور طرف ثالث أو وساطة. وايدت الهند أيضا التدابير التي أوصى بها الفريق لبناء الثقة.

## دعاوى الدولتين

### موقف باكستان
تقيم الحكومة الباكستانية دعواها في المطالبة بضم كشمير على الأسس التالية:
- أن 97% من السكان مسلمون
- أن كشمير قبل تقسيم القارة الهندية كانت مرتبطة بباكستان الحالية بطرق برية وان مخارج تجارتها العادية ترتبط بالأمة الإسلامية.
- أن سيطرة الهند على كشمير تعرض نظم الري في باكستان للخطر وكذلك مشروعات القوى الكهربائية وذلك لان أعلى نهر السند ورافدان من روافده الخمسة الرئيسية تجري في كشمير.

ثلاثة من أصل ستة أنهار التي تمتد عبر باكستان، تنبع من أنهار كشمير وهي السند، جيلوم وتشيناب حيث مثل الثلاثة المتبقية وهي أنهار رافى، سوتلاج وبياز تأتي من الهند.
من الناحية الإقتصادية نهر اندوس تبدأ في كشمير، ثم يتدفق عبر باكستان، ثم يتدفق إلى الهند البر الرئيسي. إذا اختارت الهند كشمير جزء منها، استطاعوا بناء سد على نهر السند وتغيير تدفق النهر، باكستان ستتحول إلى صحراء قاحلة وشعبها يموت جوعا وباكستان لا تثق في الهند، ولا تثق الهند في باكستان؛ فإنها لن تشارك السيطرة على السند. انهم يريدون السيطرة الكاملة على حد سواء
- أن سيطرة الهند ستهدد الأمن القومي لباكستان وذلك لنقص مقومات الدفاع الطبيعية بين جنوب كشمير وباكستان كما أن سيطرة باكستان على كشمير تعد أساسية لحماية مقاطعة الحدود الشمالية الغربية ضد أطماع جماعات الباتان الأفغانية.

من الناحية العسكرية. بدون كشمير، سيكون طريق «الحرير» إلى الصين في خطر بشكل كبير وانه لن تكون هناك صلة مع حليفها الصين.
لن يكون هناك دفاع برى لباكستان إذا جفت الأنهار والقنوات فيها. كان هذا السبب في أن رئيس وزراء باكستان وصف القيمة الاستراتيجية لكشمير لباكستان في الكلمات التالية في عام 1951.
«كشمير مهمة جدا لباكستان، وإلى الهند هو ما يمكن أن نسميه نوعا من الترف؛ ولكن لنا هو ضرورة حيوية لبقائنا على قيد الحياة. كشمير كما سترون من هذه الخريطة هو بمثابة غطاء على الرأس باكستان. إذا كنت ازيل الغطاء من على رؤوسنا، سنبقى دائما تحت رحمة الهند، الموقع الاستراتيجي لكشمير هو من النوع الذي بدونه باكستان لا تستطيع الدفاع عن نفسها ضد حكومة عديمي الضمير التي قد تأتي في الهند. ثم تأتي التضحيات من الملايين دون جدوى».
على أساس هذه الأسباب، الرئيس السابق لباكستان، والمشير محمد أيوب خان وكان من رأي أن «كل من كشمير والنزاعات على المياه قناة هي مسائل حياة أو موت لباكستان».

### موقفباكستانالرسمي
هو أنه يجب حل نزاع كشمير وذلك في ضوء قرارات الأمم المتحدة. واصلت التأكيد على أن المحادثات بين الهند وباكستان في المستقبل يجب أن تركز على تأمين حق تقرير المصير لشعب كشمير. وقد رحبت باكستان رسميا أي وساطة دولية أو بدور طرف ثالث لتسهيل المحادثات. وسائل الاعلام الباكستانية تؤيد الرأي القائل بأن "كشمير هي القضية الأساسية بين الهند وباكستان، ودون أي مفاوضات شاملة حول هذه القضية والوضع بين الهند وباكستان من غير المرجح أن تتحسن.
دوليا حققت باكستان نجاحا معقولا في توليد استجابة العالم بشأن النزاع وحصلت على قرارات إيجابية من الهيئات الدولية مثل، مثل منظمة المؤتمر الإسلامي، حركة عدم الانحياز، منظمة التعاون الاقتصادي والجماعة الأوروبية. مشاركة الوكالات الدولية مثل منظمة العفو الدولية وإدانة الأعمال الوحشية التي ترعاها الدولة في كشمير، ومواصلة تعزيز موقف الدبلوماسية لباكستان.

### موقف الهند
بينما تقيم الهند دعواها على الأسس التالية:
- أن حكومة كشمير الشرعية وافقت على الانضمام للهند في سنة 1947
- أن الهند منذ سنة 1947 قامت بمشروعات تنمية ضخمة لتطوير اقتصاديات كشمير ومواصلاتها وكذلك نفذت مشروعا ضخما لتوزيع الأراضي وان جامو وكشمير قد ارتبطت بالهند بطرق النقل كما تدعي بان مستقبل كشمير يمكن أن تحققه الهند –بأسواقها الواسعة وإمكانيتها الصناعية بطريقة أفضل مما تستطيعه باكستان
- أن مطالب باكستان –لاستغلال مياه الأنهار للري أو لتوليد القوى الكهربائية يمكن أن تنظمه اتفاقية دولية
- أن الهند ملتزمة بحماية مصالح الأقلية الهندية التي يبلغ عددها مليونا من البشر وتعيش أساسا في جامو

### بدائل تسوية أخرى
وهناك في الوقت الحاضر عدة بدائل لإقرار تسوية لذلك النزاع بين الدولتين بعد أن مضى عليه أكثر من ثلث قرن
- - إجراء استفتاء في كل كشمير على أن يسبقه انسحاب معظم قوات الدولتين ولكن العقبة في ذلك أن الهند ترفض الجلاء عن المنطقة التي سيطرت عليها
- - ضم منطقة جامو الهندية ولاداخ البوذية إلى الهند من ناحية وضم بالستيان وجلجلت المسلمتين إلى باكستان وإجراء استفتاء في باقي المناطق فال وبونش
- - استقلال كشمير وظهورها كوحدة سياسية مستقلة.
- - إشراف الأمم المتحدة بنوع ما على كشمير أو على منطقة فال تاركة باقي الإقليم على ما هو عليه الآن
- - تقسيم كشمير على أساس خط وقف إطلاق النار في سنة 1949 م بين الهند وباكستان وقد أبدى نهرو في سنة 1956 تأييده لهذا الرأي

## ما آلت اليه الحال
لقد تزايد النشاط الاقتصادي الهندي في الجزء الذي تسيطر عليه في محاولة لربطه باقتصاديات الهند ولكسب ولاء السكان بينما لم تبذل باكستان جهدا مماثلا في إقطاع الباكستاني وقد أعلنت الهند في يناير 1957 رسميا ضم كشمير كولاية دستورية هندية ومن ثم أضافت عنصرا جديدا من عناصر تعقيد المشكلة المعقدة أصلا.

## اقرأ أيضاً
- كشمير
- الإسلام في كشمير

## وصلات خارجية
- كشمير.. مأساة تغذيها الأطماع
- اتفاقية سيملا والمصالحة الهندية الباكستانية